# Expulsion des migrants de la place de la République
L'expulsion de migrants qui avaient investi la place de la République à Paris, le lundi 23 novembre 2020, est une violente opération de police ayant pour but d'expulser en pleine nuit près de 500 migrants de leur campement. L'évènement se déroule deux jours après qu'éclate l'affaire Michel Zecler, et la veille du vote au Parlement de la très controversée proposition de loi relative à la sécurité globale, et contribue à une crise politique sur la question du maintien de l’ordre.

## Déroulement
L'installation du camp dans le centre de Paris fait suite au démantèlement d'un autre camp d’exilés à Saint-Denis la semaine précédente,.  L’État communique alors sur la mise à l’abri de 3 000 personnes, mais des centaines de migrants se retrouvent à la rue. La cheffe de mission France à Médecins sans Frontières évoque la chasse à l'homme qui s'ensuit dans Paris, la police intervenant quotidiennement pour disperser les migrants et les empêcher de dormir. Les vidéos diffusées par les journalistes de France Inter montrent l'utilisation de gaz lacrymogènes et de matraques, et la traque des migrants dans les heures qui suivent le démantèlement du camp de Saint Denis. C'est la 65e expulsion en région parisienne en cinq ans,. Ces opérations à répétition répondent à l'objectif du préfet de police de Paris, Didier Lallement, de n'avoir aucun campement dans la capitale, et de repousser ceux-ci vers la Seine-Saint-Denis, ce qui aggrave la situation sanitaire et sociale des migrants en rendant plus difficile le contact avec les associations.  
Des centaines de migrants, en grande majorité des Afghans, installent le lundi 23 novembre un nouveau campement place de la République, à l’initiative de l’association Utopia 56. Environ un tiers d’entre eux sont en procédure de demande d’asile, et auraient dû à ce titre bénéficier d’un hébergement. Les forces de l’ordre démantèlent le camp place de la République le lundi 23 novembre, le soir même de son installation, dans une opération d'une grande violence. Sous les huées des observateurs, elles enlèvent les tentes, jetant à terre les personnes encore à l’intérieur. Le journaliste de Rémy Buisine, qui retransmet en direct les images de l'évènement pour Brut, est violemment pris à partie par les forces de l'ordre,. Un photojournaliste de l’agence Abaca Press, Florent Bardos, reçoit un coup de matraque sur le crâne par un policier et doit arrêter de couvrir l’événement . L'opération se termine sous les coups de matraque, les tirs de gaz lacrymogène et de grenades de désencerclement, en direction des migrants, des militants, des élus et des journalistes, comme en témoignent les images de violences tournées par des journalistes et relayées sur les réseaux sociaux,,,.
À Calais, de telles expulsions sont très fréquentes, mais moins visibles,. Geneviève Colas, une des rapporteuses de la CNCDH explique que « tous les trois jours [à Calais] on a l’équivalent de ce qui s’est passé place de la République ».

## Réactions
La diffusion des images provoque indignation et colère,,,, y compris à l'étranger,. Un rassemblement de protestation a lieu le lendemain soir dans le calme,. 
Le ministre de l’Intérieur Gérald Darmanin assume la responsabilité de l’opération, déclarant : « Je ne suis pas homme qui recherche des fusibles. J’ai demandé, bien sûr, au préfet de police (…) de ne pas laisser une manifestation (…) installer des tentes en plein Paris ». Il trouve les images de l'évacuation « choquantes » dans un tweet et réclame une enquête sur la réalité des faits,,, mais renouvelle sa confiance au préfet de police de Paris, Didier Lallement. Les ministres Marlène Schiappa et Emmanuelle Wargon communiquent pour « rappeler que les migrants sont des personnes qui doivent être traitées avec humanité et fraternité ».
La maire de Paris Anne Hidalgo parle d'un « usage de la force disproportionné et brutal ». Selon elle, « il y avait jusque-là un accord de principe qui consistait, avant une évacuation, à proposer des hébergements. On n’a jamais d’évacuation sèche dans Paris intra-muros ». De fait, des responsables de Médecins du monde, de Médecins sans frontières, de France terre d’asile et d'Utopia 56 s'étonnent que l'évacuation n'ait pas été précédée une entrevue avec le ministère de l’Intérieur pour organiser une mise à l’abri.
Marlène Schiappa et Emmanuelle Wargon promettent 103 places d'hébergement le mardi 24 novembre, puis 394 places le vendredi 27, alors que l'association Utopia 56 estime à 1000 le nombre de lits nécessaires. Selon Ian Brossat, l’adjoint d’Anne Hidalgo chargé de la protection des réfugiés, deux lieux d’hébergement proposés par la Ville de Paris, l'espace Champerret et le parc des expositions de la porte de Versailles, ont été rejetées par la préfecture.

## Enquêtes et suites judiciaires
Le 26 novembre, le ministère de l’Intérieur publie à la demande de l’Élysée le bref rapport de l'IGPN censé faire la lumière sur certaines des violences observées, les enquêteurs déclarent que « l’étude minutieuse des vidéos de l’opération d’évacuation [les] a conduits à ouvrir trois enquêtes administratives pour des faits distincts ». Le choix de demander une enquête à l'IGPN, plutôt qu'à l'IGA, exclut de fait la responsabilité du préfet de police de Paris, Didier Lallement.   
Selon l'IGPN, le commissaire divisionnaire faisant un croche-pied à un migrant est un cas d'usage disproportionné de la force, mais les accusations de violences à l’égard de Rémy Buisine seraient infondées. Loris Guémart de Arrêt sur Images objecte que l'IGPN n'a contacté aucun des journalistes témoins de cette agression. 
Par ailleurs, le parquet de Paris ouvre deux enquêtes: l’une relative à un croche-pied fait par un policier à un migrant, l’autre sur des coups portés par un policier sur le journaliste Rémy Buisine,. 
Reporters sans frontières porte plainte le 28 novembre 2020 contre X et contre Didier Lallement, pour « violences volontaires aggravées » à l'encontre de trois journalistes, et « entrave à l’exercice de la liberté d’expression »,. Le jeudi 6 mai 2021, 34 plaignants et deux associations dont Utopia 56 portent plainte contre X des chefs de « vol en bande organisée, violences volontaires par personne dépositaire de l’autorité publique et destruction, dégradation et détérioration d’un bien appartenant à autrui », et contre les préfets de police de Paris, de la Seine-Saint-Denis et de la région Ile-de-France (Didier Lallement, Georges-François Leclerc et Marc Guillaume) pour « complicité de destruction, dégradation et détérioration » des affaires appartenant aux migrants, lors des évacuations des campements de Saint-Denis et de la place de la République à Paris les 17 et 23 novembre 2020. Selon eux, ces préfets sont responsables d’avoir fait fuir violemment ces personnes sans organiser de mise à l’abri.

## Conséquences politiques
L'évènement intervient le surlendemain des violences policières contre Michel Zecler, révélées par un enregistrement vidéo, et la veille du vote par le Parlement de la proposition de loi relative à la sécurité globale, dont l'article 24 pénalise la diffusion d'images de policiers,. Dans ce contexte de crise politique, l'entourage d'Emmanuel Macron évoque alors le retrait de cet article controversé. Cet article 24 est finalement censuré par le conseil constitutionnel, puis recyclé dans la loi séparatisme.

## Documents
- Rémy Buisine, « DIRECT - Opération de police après l’installation d’un camp de réfugiés dans le centre de Paris. », sur Brut, 23 novembre 2020
- Marie Amelie Marchal, « VIDÉOS. La police déloge violemment un camp de migrants installé place de la République à Paris », sur actu.fr, 24 novembre 2020
- Ministère de l'Intérieur, « Rapport de synthèse de l'IGPN à la suite de l'évacuation d'un campement de migrants place de la République », sur www.interieur.gouv.fr, 26 novembre 2020 (consulté le 28 novembre 2020)
- Emmanuel Laurentin, « Migrants : le démantèlement est-il une politique ? », sur France Culture, Le temps du débat, 26 novembre 2020 (consulté le 29 novembre 2020)